# Cahiers du cinéma
Les Cahiers du cinéma är ett franskt filmmagasin som startades år 1951 av en grupp filmkritiker.
Inspirerade av sina mentorer på Cinémathèque, Henri Langlois och André Bazin, bildade en grupp kritiker, vid namn Jean-Luc Godard, François Truffaut, Jacques Rivette, Jacques Doniol-Valcroze och Claude Chabrol, vad som skulle utgöra en milstolpe för den franska nya vågen-rörelsen, tidningen Cahiers du cinéma. 
Kritikerna i Cahiers utvecklade en ny form av filmkritik, uppmärksammade experimentell film och diskuterade internationella filmskapare. De var kritiska mot den standardiserade franska filmen, som för Cahierskritikerna gick under benämningarna tradition de qualité och le cinéma de papa. Denna filmstil dominerade den franska filmindustrin och utgjorde storproducerade studioinspelningar, oftast filmatiseringar av noveller, dramaturgiska, med stora stjärnor och filmproducenten i centrum för filmproduktionen. 
Kritikerna i Cahiers jämställde film med andra konstformer. Med denna tanke som grund framträdde en av de mest aggressiva kritikerna, François Truffaut. Han skrev en rad kritiska texter där han kritiserade kvalitettraditionsfilmare (dvs filmare inom tradition de qualité) för att inte vara originella och lade fram teorin la politique des Auteurs, som sedan utvecklade auteurteorin och auteur-begreppet. Med begreppet riktade han uppmärksamhet mot filmregissören och förespråkade makten i filmproduktionen skulle överföras från tidigare producenten till nu regissören. Hela filmproduktionen skulle präglas av auteurens subjektivitet. Han var ett skapande geni och med sitt individuella filmspråk, med ansvar över allt från manus till kameraarbetet och tänker i bilder och prioriterar det visuella, filmens mise-en-scène.
Cahierskritikerna hyllade regissörer som arbetade med att spegla realism och skrev enkla berättelser om vardagslivet, spelade in film på plats med okända skådespelare och teknik som handhållna kameror. 
Cahiers du cinéma utvecklade ett förhållandesätt till film som senare skulle utvecklas, bland annat av några av deras kritiker Jean-Luc Godard och François Truffaut, som regissörer i den inflytelserika perioden i europeiska filmhistorien, Franska nya vågen (Nouvelle vague) på 1960-talet.

### Fotnoter
1. ↑  Elizabeth Ezra sid. 161
2. ↑  Elizabeth Ezra sid. 163